# Харис Джинович
Харис Джинович е босненски и бивш югославски фолк-певец, композитор и текстописец.

## Биография
Роден е на 26 септември 1951 г. в град Сараево, Социалистическа република Босна и Херцеговина, ФНР Югославия.
Той е един от най-известните певци в Югоизточна Европа. Основател е на групата „Sar e Roma“, с която е записва три албума в периода 1982 – 1985 г. От 1989 г. пее самостоятелно.
Живее в Белград.

## Дискография

### Албуми съсSar e Roma
- 1982 – Kao Cigani
- 1983 – Kiko, Kiko
- 1985 – Romske pjesme (Gypsy Songs)

### Самостоятелни албуми
- 1989 – Haris
- 1991 – Haris
- 1996 – Jesu l' dunje procvale
- 2000 – Haris Džinović
- 2009 – Magic
- 2017 – Haris